# Ливонија (Мисури)
Ливонија (енгл. Livonia) град је у америчкој савезној држави Мисури.

## Демографија
По попису из 2010. године број становника је 74, што је 40 (-35,1%) становника мање него 2000. године.
| Група             | 2000.       | 2010.      |
| Белци             | 109 (95,6%) | 73 (98,6%) |
| Афроамериканци    | 0 (0,0%)    | 0 (0,0%)   |
| Азијати           | 0 (0,0%)    | 0 (0,0%)   |
| Хиспаноамериканци | 0 (0,0%)    | 1 (1,4%)   |
| Укупно            | 114         | 74         |